# Бородій Олексій Дем'янович
Олексі́й Дем'я́нович Бороді́й  (* 23 квітня 1902, Житомир, Російська імперія — 30 травня 1943) — один з організаторів партійного підпілля, секретар Житомирського підпільного обкому КП(б)У. 
Визнаний особою, що потрапляє під дію декомунізаційного законодавства.

## Життєпис
В 1918 році брав участь в більшовицьких загонах на Волині. В 1919–1924 роках служив в рядах Червоної армії.
З початком німецько-радянської війни був мобілізований до Червоної Армії та призначений комісаром батальйону. У вересні 1941 року потрапив в оточення в районі міста Лохвиця (Полтавська область) і залишився на окупованій німцями території. По приїзді до Києва, де на початку війни жила його сім'я, дізнався від сусідів, що дружину розстріляли гестапівці. Разом з малим сином виїхав до Житомира, де жили батьки.
В липні 1942 року в Житомирі створив і очолив підпільний міський комітет КП(б)У.

### Партизанська діяльність
Для подальшої боротьби проти гітлерівців 10 квітня 1943 року було проведено збір, в якому взяли участь 19 делегатів від районних та низинних організацій. На зборі було прийнято рішення про початок збройних виступів та створення нових партизанських загонів. Був вибраний обласний комітет компартії. 
Секретарями обкому вибрали Олексія Бородія та Григорія Шелушкова.
Під головуванням обкому підпільні партійні організації області посилили роботу з підготовки людей для боротьби проти німців, збору зброї та боєприпасів для радянських партизанських загонів. Вони організовували диверсії на залізниці та промислових підприємствах, зривали заготівлю та поставки сільськогосподарських продуктів, розповсюджували антинімецькі листівки серед населення.
На початку травня 1943 року Житомирський підпільний обком КП(б)У вирішив масово йти в партизанські загони. Але виконати це рішення повністю не вдалося. 10 травня 1943 року Олексій був заарештований гестапівцями. 

### Результат
30 травня, після жорстоких катувань в гестапо, Олексій Демянович Бородій та Григорій Іванович Шелушков були розстріляні.

## Нагороди
Указом Президіуму Верховної Ради СРСР від 8 травня 1965 року за «особливі заслуги в організації та керівництві Житомирським підпільним обкомом партії, мужність та героїзм, проявлені в боротьбі проти німецько-фашистських загарбників в період Великої Вітчизняної війни» Олексію Бородію посмертно присвоєно звання Героя Радянського Союзу. В Житомирі встановлено погруддя (демонтовано 13 липня 2016 року).
В Житомирі до 19 лютого 2016 одна з вулиць носила назву на честь Бородія. В лісі поблизу села Довжик, за 3 кілометри від Житомира радянською владою був побудований обеліск на місці розстрілу Бородія та Шелушкова.

## Декомунізація
Згідно з законом про декомунізацію в Житомирі 13 липня 2016 року було демонтовано погруддя, присвячене Бородію.